# Чижевский, Филипп Иванович
Филипп Иванович Чижевский (род. 18 декабря 1984, Москва) — российский дирижёр. Художественный руководитель Государственного академического симфонического оркестра России им. Е. Светланова (с 2024). Основатель и художественный руководитель ансамбля «Questa Musica». Двукратный лауреат Российской национальной театральной премии «Золотая маска» (2019, 2022).

## Биография
Выпускник Московского училища им. Свешникова по специальности хоровое дирижирование. Окончил Московскую консерваторию имени П. И. Чайковского, где учился оперно-симфоническому дирижированию у народного артиста России проф. В. К. Полянского.
В 2008 г. основал ансамбль Questa Musica, в состав которого входят певцы и инструменталисты. Специализация ансамбля — произведения эпохи Возрождения и барокко, а также сочинения современных композиторов. Ансамбль предлагает интересные программы, в которых соседствуют Джезуальдо и Шаррино, Шарпантье и Мессиан.
В 2011 году Чижевский стал дирижером Государственной академической симфонической капеллы России.
В 2012 году состоялся дебют Чижевского в Большом театре в качестве дирижера-постановщика оперы Франциск С.Невского. В 2013 году за эту постановку Чижевский был номинирован на театральную премию «Золотая маска». В 2012 году в Перми состоялось премьерное исполнение оперы Майкла Наймана Пролог к Дидоне и Энею Генри Пёрселла под управлением Филиппа Чижевского.
С 2014 года был зачислен дирижером в Большой театр. В 2015 году Филипп Чижевский работал в Большом театре над постановкой оперы Г. Ф. Генделя Роделинда совместно с английским дирижером Кристофером Мулдсом.
Участвует в музыкальных проектах Электротеатра Станиславский. В 2018 году участвовал как музыкальный руководитель и дирижер в постановке оратории Генделя «Триумф Времени и Бесчувствия» в Музыкальном театре имени К. С. Станиславского и В. И. Немировича-Данченко.
Филипп Чижевский выступает с такими известными оркестрами как Госоркестр имени Светланова, оркестр театра Новая опера, Симфонический оркестр Бранденбурга, Новый городской оркестр Токио, Камерный Оркестр Musica Viva.
Чижевский осуществил много интересных музыкальных проектов в сфере старинной и современной музыки. С оркестром Questa Musica дирижер исполняет старинную музыку на исторических инструментах. Он предлагает новаторскую интерпретацию классической музыки. Большое внимание уделяет исполнению произведений современных композиторов.

## Премии и награды
- 2008: Лауреат второй премии Всероссийского конкурса хоровых дирижеров (Москва, 2008)
- 2013: Номинация на Российскую национальную театральную премию «Золотая маска» (опера Франциск, Большой театр)
- 2016: Номинация на Российскую национальную театральную премию «Золотая маска»[9] (опера Сверлийцы, Электротеатр Станиславского)
- 2019: Лауреат Российской национальной театральной премии «Золотая маска» (Триумф Времени и Бесчувствия, Музыкальный театр им. К. С. Станиславского и Вл. И. Немировича-Данченко)
- 2022: Лауреат Российской национальной театральной премии «Золотая маска» (Кармен, Театр оперы и балета им. П. И. Чайковского, Пермь)[2]